# Westerbork (lejr)
Westerbork, officielt Durchgangslager Westerbork (= Gennemgangslejr Westerbork) var en tysk koncentrationslejr, beliggende i Drenthe i det da tyskbesatte Nederland. Flere end 100.000 hollandske jøder og sigøjnere blev samlet her før transport til lejre i Generalguvernementet. I dag er stedet et museum.

## Historie
Westerbork blev oprettet som en flygtningelejr med tanke på tysk-jødiske flygtninge før krigen (Centraal Vluchtelingenkamp Westerbork). Lejren blev finansieret af nederlandske jøder i 1939, efter at Nederland det foregående år var ophørt med at give indrejsetilladelse til folk på flugt fra Tyskland. Den 9. oktober 1939 ankom de første 22 jødiske internerede fra en gruppe tyske jøder, som forgæves havde søgt at undslippe Tyskland på skibet St. Louis fra Hamburg til Cuba. Skibet blev afvist både på Cuba og dernæst af USA, og vendte så tilbage til Europa, hvor det lagde til kaj i Antwerpen. Herfra blev flygtningene fordelt til Nederland, Belgien, Frankrig og Storbritannien. Disse lande indvilgede i at modtage dem, efter at The American Jewish Joint Distribution Committee (JDC) stillede en garanti på $ 500.000 til dækning af udgifter.
I juli 1942 blev lejrens status ændret til gennemgangslejr. Westerbork var en gigantisk lejr med titusinder jødiske internerede. Berlin gav kommandanten ordre om at sende et vogntog derfra en gang i ugen med omkring tusinde passagerer. I alt gik 93 transporter østpå. Omkring 500 personer overlevede krigen, ingen af dem fra de første transporter, så man har ikke kendskab til, hvordan disse artede sig. Men en observant ansat ved sygestuen i Westerbork bemærkede, at det altid var de samme togvogne, der gik i skytteltrafik mellem Westerbork og et ukendt ankomststed østpå. Dermed kunne de deporterede sende hemmelige beskeder med vognene, der kørte tomme tilbage til Nederland, og fra da af blev der sørget for forsyninger af mad og drikkevand med transporterne, og baljer til toiletbrug.
Mellem juli 1942 og 3. september 1944 gik der ugentligt et tog til Auschwitz, Sobibor og nogle mindre lejre.
Edith Stein og Anne Frank passerede gennem Westerbork; ligeså stumfilmskuespillerinden Dora Gerson (1899-1943) og Etty Hillesum (1914-43), kendt for dagbogen hun påbegyndte i marts 1941.
12. april 1945 blev lejren befriet af kanadiske tropper. De fandt 876 overlevende jøder i Westerbork.